# Wolfgang Franz (Mediziner)
Wolfgang Franz (* 19. Dezember 1958 in Neustadt an der Weinstraße) ist ein deutscher, auf Kniechirurgie spezialisierter Chirurg, Unfallchirurg und Sportmediziner.

## Leben
Franz absolvierte sein Medizinstudium in Mainz und Koblenz. Von 1984 bis 1993 war er in verschiedenen Krankenhäusern als Klinikarzt tätig und durchlief die Ausbildung als Facharzt für Chirurgie, Unfallchirurgie und Sportmedizin.
Von 1989 bis 2000 betreute der Mediziner die Fußballmannschaft des Bundesliga-Clubs 1. FC Kaiserslautern. 1991 und in den folgenden Jahren verbrachte Franz mehrere Gastaufenthalte bei bekannten Kniechirurgen, unter anderem bei Richard Steadman in Vail, Colorado und bei Heinz-Jürgen Eichhorn in Straubing.
Seit 1993 ist Franz als selbständiger Chirurg in der Lutrinaklinik in Kaiserslautern niedergelassen, wo er ambulante und stationäre Eingriffe vornimmt. Daneben ist der Knie-Spezialist im Kreiskrankenhaus Grünstadt und in der Ethianum Klinik Heidelberg tätig.
Franz führt jährlich ca. 1000 Knie-Operationen durch. Mit Hilfe der arthroskopischen, also minimal-invasiven Verfahren, rekonstruiert er gerissene Kreuzbänder (vordere und hintere Kreuzbänder) sowie defekte Menisken und behandelt Patienten mit Knie-Instabilität und nimmt Revisionseingriffe vor. Die Kniearthrose wird von Franz gelenkerhaltend mit Hilfe spezieller Verfahren wie der Knorpeltransplantation (ArtroCell 3D) und der AMIC-Methode (Autologe Matrixinduzierte Chondrogenese) oder durch den Einsatz von Teilprothesen (unikondylären Schlittenprothesen) therapiert.
Im Jahr 2000 hat Franz ein eigenes minimal-invasives Operationsverfahren zur schonenden Entnahme des Sehnentransplantates für die Rekonstruktion des Kreuzbands entwickelt („FAST Franz Advanced Semi Technique“) und in Fachartikeln, Workshops und Vorträgen vorgestellt. In einer wissenschaftlichen Studie wurde nachgewiesen, dass die moderne Sehnenentnahme schneller geht als bei der herkömmlichen Methode, die Hautschnitte deutlich kleiner sind und es weniger Komplikationen gibt.
Franz ist Instruktor der AGA (Deutschsprachige Arbeitsgemeinschaft für Arthroskopie) und Mitglied folgender Fachgesellschaften: AAOS (American Academy of Orthopaedic Surgeons / American Association of Orthopaedic Surgeons), OARSI (Osteoarthritis Research Society International), ISAKOS (International Society for Arthroscopy, Knee Surgery and Orthopaedic Sports Medicine), ICRS (International Cartilage Repair Society), GOTS (Gesellschaft für Orthopädisch-Traumatologische Sportmedizin) und DGSP (Deutsche Gesellschaft für Sportmedizin und Prävention). Darüber hinaus ist er Autor verschiedener wissenschaftlicher Publikationen, Herausgeber eines Buchs über den Leistenschmerz des Sportlers und hat gemeinsam mit Robert Schäfer mehrere Patientenratgeber verfasst.

## Wissenschaftspreise
- 2016: Alwin-Jäger-Preis mit der Arbeitsgruppe: Drews, B.; Kessler, O.; Franz, W.; Freutel, M.; Dürselen, L.: Biomechanische Analyse von Dehnung und Funktion des anterolateralen Ligamentes.

## Werke
- Mit Werner Overbeck (Hrsg.): Der Leistenschmerz des Sportlers. Springer 1995, ISBN 978-3-642-79620-3.
- Mit Robert Schäfer: Die Knie-Sprechstunde. Herbig 2007, ISBN 978-3-7766-2544-8 (2. Auflage 2010).
- Mit Robert Schäfer: Knie-Arthrose. Herbig 2008, ISBN 978-3-7766-2586-8, (5. Auflage 2016).
- Mit Robert Schäfer: Die Knie-Sprechstunde. Weltbild Softcover 2012, ISBN 978-3-8289-5086-3 (3. Auflage 2012).
- Mit Robert Schäfer: Osteoarthritis of the knee: Entire range of therapies to ensure mobility and quality of life. E-Book, Herbig Verlag 2013.
- Mit Sachin Tapasvi (Hrsg.): Techniques in ACL Surgery. Jaypee Bros. 2017, ISBN 978-93-5270-036-3.
- Mit Robert Schäfer: Diagnose Knie-Arthrose. Antworten zu Ursachen, Behandlung, Selbsthilfe. Herbig 2019, ISBN 978-3-7766-2856-2.